# Petar Rajič

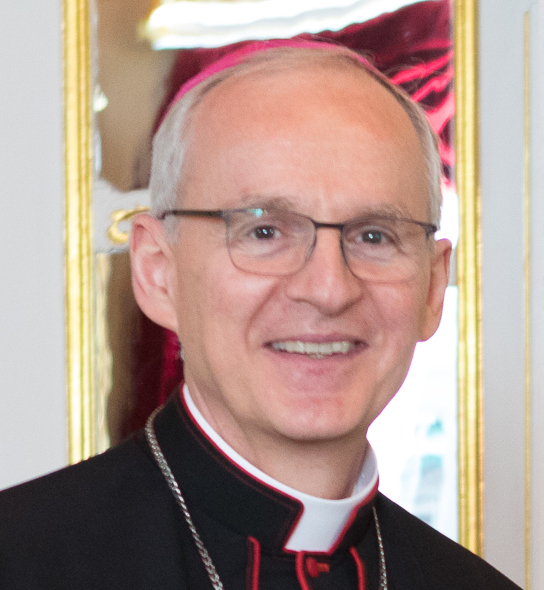
Erzbischof Petar Rajič (2019)

Wappen von Petar Rajič

Petar Antun Rajič (* 12. Juni 1959 in Toronto, Kanada) ist ein römisch-katholischer Erzbischof und Diplomat des Heiligen Stuhls.

## Leben
Petar Rajič entstammt einer kroatischen Familie, die aus der herzegowinischen Ortsgemeinde Doljani im zwanzigsten Jahrhundert nach Kanada auswanderte. Der Erzbischof von Vrhbosna, Marko Jozinović, weihte ihn am 30. November 1986 zum Diakon und der Bischof von Mostar-Duvno-Trebinje-Mrkan, Pavao Žanić, weihte ihn am 29. Juni 1987 zum Priester.
Papst Johannes Paul II. verlieh ihm am 1. Juli 1994 den Ehrentitel Kaplan Seiner Heiligkeit (Monsignore) und 9. September 2003 den Titel Ehrenprälat Seiner Heiligkeit.
Papst Benedikt XVI. ernannte Petar Rajič am 2. Dezember 2009 zum Titularerzbischof von Sarsenterum und zum Apostolischen Nuntius in Kuwait, Oman, Bahrain und Katar sowie zum Apostolischen Delegaten für die Arabische Halbinsel. Die Bischofsweihe spendete ihm Kardinalstaatssekretär Tarcisio Bertone SDB am 23. Januar 2010; Mitkonsekratoren waren Vinko Kardinal Puljić, Erzbischof von Vrhbosna, und Ratko Perić, Bischof von Mostar-Duvno. Als Wahlspruch wählte er Christus Dominus nos liberavit. Am 27. März desselben Jahres wurde er zusätzlich zum Apostolischen Nuntius im Jemen und den Vereinigten Arabischen Emiraten ernannt.
Am 15. Juni 2015 ernannte ihn Papst Franziskus zum Apostolischen Nuntius in Angola und São Tomé und Príncipe. Am 15. Juni 2019 wurde er von Papst Franziskus zum Apostolischen Nuntius in Litauen ernannt. Am 6. August desselben Jahres ernannte ihn der Papst zusätzlich zum Apostolischen Nuntius in Lettland und Estland. Am 11. März 2024 ernannte der Papst ihn als Nachfolger Emil Paul Tscherrigs zum Apostolischen Nuntius in Italien und San Marino.